# Sweet
Sweet (originalmente The Sweet) é uma banda de rock britânica formada no fim da década de 1960, que atingiu o sucesso como uma das principais bandas de glam rock na década de 1970. Sua formação clássica consistiu em Brian Connolly, Steve Priest, Andy Scott, e Mick Tucker.
Durante os primeiros anos da década o estilo da banda seguiu uma evolução acentuada, desde o estilo bubblegum do seu primeiro sucesso, "Funny Funny", para um rock pesado mais semelhante ao The Who, com o uso marcante de backing vocals agudos. A banda obteve grande sucesso nas paradas britânicas, conteve canções a atingir o Top 20 durante a década.
A formação do Sweet passou por algumas mudanças, e durante diferentes períodos Scott, Connolly e Priest formaram também seu próprio "Sweet", resultando nas bandas separadas Steve Priest's Sweet, Andy Scott's Sweet e Brian Connolly's New Sweet.
Brian Connolly morreu em 1997, Mick Tucker em 2002 e Steve Priest em 2020.
A versão britânica do Sweet, liderada por Andy Scott, continua em atividade.

## Biografia
Em seu primeiro disco, Sweet How Funny, o som da banda era basicamente um glam rock pop.
Nos dois discos posteriores, a banda se tornou hard rock, em 1974 em diante, até em 1978 lançaram o último disco com o Brian Connolly nos vocais,Level Headed, ja no estilo classic rock.
Após a saída de Brian, eles lançaram mais três discos com Andy,Steve e Mick revezando nos lead vocais.
Em 1982 foi o último disco do grupo.
De 1982 até 2009, existiram três versões diferentes do Sweet, o Brian Connolly Sweet, o Andy Scotts Sweet e o
Steve Priest Sweet.
Brian Connolly faleceu em 1997 e Mick Tucker faleceu em 2002.
Para a História do Glam Rock ficam temas como "Ballroom Blitz", "Blockbuster", "Teenage Rampage", "Alexander Graham Bell" e muitos mais temas que fizeram da banda uma das maiores influências do Glam Rock.
Originalmente, o Sweet foi chamado de Sweetshop e constou de Brian Connolly (vocal), Mick Tucker (vocal, bateria), Frank Torpey (guitarra) e Steve Priest (baixo). Em 1970, o grupo trocou seu nome para Sweet e assinaram um contrato com a Fontana / EMI, lançando quatro singles sem sucesso. Após o fracasso dos quatro singles, Torpey deixou o grupo e foi substituído por Andy Scott. A nova linha do Sweet assinou com a gravadora RCA em 1971, onde foram colocados sob a direção dos compositores Nicky Chinn e Mike Chapman. Chinn e Chapman escreveram um número de canções pop bubblegum suaves para o grupo, a primeira das quais, "Funny Funny", alcançou o número 13 nas paradas da Inglaterra. Na sequência de "Funny Funny", a dupla escreveu mais cinco Top 40 hits para o grupo - incluindo "Little Willy" e "Wig-Wam Bam" - que foram todos os números bubblegum suave carregado com duplo sentido. Durante este tempo, Sweet estavam escrevendo seus próprios B-sides e faixas do álbum. Todas as composições do grupo eram mais pesadas que as canções de Chinn e Chapman , caracterizando guitarras de hard rock. Por conseguinte, a dupla decidiu escrever canções mais pesadas para o grupo. "Blockbuster", o primeiro resultado de Chinn e Chapman's com abordagem glam rock, foi o maior hit que o Sweet já teve no Reino Unido, alcançando o número um nas paradas no início de 1973 e, finalmente, chegando a platina. Para os próximos dois anos, Sweet continuou a carta com composições de Chinn e Chapman, incluindo o Top Ten hits "Hell Raiser", "Ballroom Blitz", "Teenage Rampage", e "The Six Teens".
No verão de 1974, os membros do Sweet tinha cansado do controle de Chinn e Chapman exercido sobre sua carreira e decidiram gravar sem a dupla. O álbum resultante, Sweet Fanny Adams, alcançou o número 27 no Reino Unido, mas não deu hits. Na primavera de 1975, Sweet tiveram seu primeiro auto-encerrado com o hit "Fox on the Run", que atingiu o Top Ten, tanto no Reino Unido e os E.U. "Fox on the Run" (em uma nova versão) apareceu na coletânea americana Desolation Boulevard (o inglês é um álbum de estúdio com músicas novas), na América, seu lançamento ajudou "Ballroom Blitz" alcançar o Top Ten no verão de 1975. Strung Up (duplo com um lp ao vivo e outro de estúdio),  álbum lançado no outono de 1975, continuou mover o grupo em direção ao rock orientado. Para o resto da década, o grupo continuou a produzir discos, que tiveram menos sucesso que seus antecessores. O Sweet voltou as paradas em 1978 com o hit "Love Is Like Oxygen".
Connolly deixou a banda depois de "Love Is Like Oxygen". O grupo continuou por mais três anos, lançando mais três álbuns que tiveram pouco sucesso. O Sweet se separou em 1982. Na década seguinte à sua dissolução, Sweet reuniu em várias ocasiões.

## Discografia
- 1971 - Funny How Sweet Co-Co Can Be
- 1974 - Sweet Fanny Adams
- 1974 - Desolation Boulevard
- 1976 - Give Us a Wink
- 1977 - Off the Record
- 1978 - Level Headed
- 1979 - Cut Above the Rest
- 1980 - Waters Edge
- 1982 - Identity Crisis